# Нови атеизам
Нови атеизам (енгл. New Atheism) је новинарски термин који се користи за опис промовисања атеизма у двадесет првом веку. Овај модерни атеизам и секуларизам критикује религије и верска убеђења. Савремени атеистички писци заступају мишљење да се сујеверју, религији и ирационализму треба супротставити, критиковати га и изложити га рационалном расуђивању. Они верују да се овакве појаве не треба толерисати и да се мора избацити њихов утицај на политику и образовање.
Нови атеизам се често укршта са секуларним хуманизмом и антитеизмом, посебно у својој критици индоктринације деце.

## Историја
Књига Крај вере: религија, терор и будућност разума Сема Хариса 2004. године, бестселер у Сједињеним Државама, једна је од првих књига новог атеизма. Током наредних неколико година су јој се придружиле још неке популарне публикације атеистичких писаца. Харис је био мотивисан терористичким нападом 11. септембра 2001. године да напише ову књигу. Две године касније је написао Писмо хришћанској нацији, сурову критику хришћанства. Убрзо, 2006. године је Ричард Докинс објавио своју књигу Заблуда о Богу, која је била на Њујорк Тајмс бестселер листи 51 недељу.

## Угледне личности

### "Четири Јахача"
Четори најпознатија заговорника атеизма (Ричард Докинс, Кристофер Хиченс, Сем Харис и Данијел Денет) су се 30. септембра 2007. срели код Денета и имали приватну дискусију два сата. Догађај је снимљен и објављен под називом "четири јахача". Временом су колективно добили назив "четири јахача не-апокалипсе", алузија на библијска четири јахача из књиге Откривења.
Сем Харис је аутор најпродаванијих књига, Крај вере, Писмо хришћанској нација, Пејзаж морала и Буђења: Водич за духовност без религије, као и два кратка дела, првобитно објављена као електронске књиге, Слободна воља и Лагање.
Ричард Докинс је аутор књиге Заблуда о Богу. Такође је оснивач Ричард Докинс Фондације за разум и науку.
Кристофер Хиченс је био аутор књиге Бог није велики и био је именован међу "Топ-100 јавних интелектуалаца". Поред тога, Хиченс је служио на саветодавном одбору Секуларне коалиције за Америку. У 2010. години је објавио своје мемоаре Хич-22 (надимак који му је дао пријатељ Салман Рушди). Убрзо након публикације мемоара, откривено је да Хиченс болује од рака једњака, што је довело до његове смрти у децембру 2011. године. Пре смрти, Хиченс је објавио збирку есеја и чланака у својој књизи, Вероватно; кратако издање Смртност је објављено постхумно 2012. године.
Данијел Денет је аутор књига Опасна идеја Дарвина, Разбијање чаролије и многих других.
Четири јахача видео је објавила Докинсова фондација и може се гледати бесплатно онлајн на њиховом веб-сајту: Део 1, Део 2.

### Други атеисти
Иако су "четири јахача" најпознатији заступници атеизма, постоји низ других актуелних познатих атеиста, укључујући Лоренса Крауса, (аутора књиге Читав свемир ни из чега), Џејмса Рандија (бившег мађионичара), Мајкла Шермера (аутора књиге Зашто људи верују у чудне ствари), Била Мара (писца), Џерија Којна (еволуционог биолога) и многе друге.

## Перспектива
Многи савремени атеисти пишу са научне тачке гледишта. За разлику од ранијих писаца, од којих су многи веровали да је наука равнодушна или чак није у стању да се носи са концептом "Бога", Докинс тврди супротно. Он износи "хипотезу Бога", важећу научну хипотезу, која се може преиспитати. Други савремени атеисти предлажу да лични Аврамски Бог научна хипотеза која се може верификовати стандардним методама науке. У оба случаја се аутори слажу да хипотеза није верификована и тврде да је натурализам довољан да објасни све  што видимо у Свемиру, од далеких галаксија до порекла живота, врста и унутрашњег функционисања мозга и ума. Тврде да нигде није потребно унети Бога или натприродно за разумевање стварности.

### Истраживање религије
Неверници кажу да су многе верске или натприродне тврдње (на пример, девичанско рођење Исуса и загробни живот) научне тврдње у природи. Рационални мислиоци верују да је наука у стању да истражи барем неке, ако не све, натприродне појаве. Институције попут Универзитета Дјук покушавају да пронађу емпиристичке доказе лечења молитвом. Према Стенгеру, ови експерименти нису нашли никакве доказе да молитва делује.

### Политика новог атеизма
Нови атеизам је политички настројен на различите начине преко различитих кампања за смањење утицаја религије у јавној сфери.

## Критике
Едвард Фејзер износи у својој књизи Последње сујеверје аргументе засноване на филозофији Аристотела и Тома Аквинског против новог атеизма. Према њему, нужно следи из аристотеловско-томистичке метафизике да Бог постоји и да је душа бесмртна. Он тврди да наука никада није оповргла Аристотелову метафизику.
Кардинал Вилијам Левада сматра да нови атеизам погрешно представља учења цркве. Кардинал Валтер Каспер је описао нови атеизам као "агресиван" и он је, по његовом мишљењу, главни извор дискриминације хришћана. У једном интервјуу, новинар Крис Хеџс је тврдо да је пропаганда новог атеизма подједнако екстремна као хришћанска десничарска пропаганда.
Атеиста и филозоф науке Мајкл Рус је изјавио да Ричард Докинс не би прошао "уводне" курсеве о "филозофије или религије" (на пример, курсеве из филозофије религије), курсеве који се нуде у многим образовним установама, као што су факултети и универзитети широм света.